# 委内瑞拉 (古巴)
委內瑞拉（西班牙語：Venezuela）是古巴謝戈德阿維拉省的一座城市，位於省的首府謝戈德阿維拉南方不遠處。它的命名是為了紀念同名國家委內瑞拉。1907年最初稱為史都華市，但1959年古巴革命後更名為現名。

## 人口
在2004年，委內瑞拉的人口為27333人，面積716平方公里（276平方英里），人口密度為38.2每平方公里（99每平方英里）。